# Заводной апельсин (фильм)
«Заводно́й апельси́н» (англ. A Clockwork Orange) — антиутопический криминальный фильм 1971 года, девятый полнометражный фильм Стэнли Кубрика, снятый по одноимённому роману Энтони Бёрджесса 1962 года. В фильме используются тревожные, жестокие темы, чтобы прокомментировать психиатрию, преступность среди несовершеннолетних, молодёжные банды и другие социальные, политические и экономические темы в антиутопической Великобритании ближайшего будущего. Съёмки проходили в Лондоне и его окрестностях и заняли шесть месяцев.
Алекс, (Малкольм Макдауэлл), главный персонаж, харизматичный антиобщественный преступник, чьи интересы включают классическую музыку (особенно Бетховена), совершение изнасилований, воровство и «ультранасилие». Он возглавляет небольшую банду головорезов, Пита (Майкл Тарн), Джорджи (Джеймс Маркус) и Дима (Уоррен Кларк), которых он называет своими «droogs» (от русского слова «друг», что означает «приятель»). Фильм рассказывает об ужасающем преступном разгуле его банды, его поимке и попытке реабилитации с помощью экспериментальной психологической техники обусловливания («Техника Людовико»), продвигаемой министром иностранных дел (Энтони Шарп). Алекс большую часть фильма говорит на надсате, раздробленном подростковом сленге, составленном из славянских языков (особенно русского), английского и рифмованного сленга кокни. Лента затрагивает философские, моральные и религиозные проблемы свободы воли, деградации института семьи и вмешательства государства в жизнь человека. Сатира картины направлена на политику, государство и церковь.
Премьера фильма состоялась в Нью-Йорке 19 декабря 1971 года, в Великобритании он был выпущен 13 января 1972 года, а в США – 2 февраля 1972 года. Фильм получил неоднозначные отзывы критиков и был спорным из-за изображений жестокого насилия. После того, как его назвали вдохновившим на подражание акты насилия, фильм был изъят из британских кинотеатров по распоряжению Стэнли Кубрика, а также был запрещён в нескольких других странах. В последующие годы фильм подвергся критической переоценке и приобрёл культовых поклонников. Возвращение на экраны состоялось лишь в 2000 году. В 1970-е годы картина получила смешанные отзывы критиков. Большинство современных киноведов отзываются о фильме в позитивном ключе.
Несмотря на скандалы, фильм имел коммерческий успех и позволил режиссёру продолжить сотрудничество с Warner Brothers. Фильм получил несколько наград и номинаций, включая 4 номинации на 44-й церемонии вручения премии «Оскар» «лучший фильм», но в итоге не получил ни одной статуэтки.
В опросах Британского института кино Sight & Sound 2012 года, посвящённых лучшим фильмом мира, Заводной апельсин занял 75-е место в опросе режиссёров и 235-е место в опросе критиков. В 2020 году фильм был выбран для сохранения в Национальном реестре фильмов США Библиотекой Конгресса как «имеющий культурное, историческое или эстетическое значение».

## Сюжет
Действие картины разворачивается в Лондоне будущего. Юный Алекс ДеЛардж вместе со своей бандой в баре «Korova» употребляет коктейль «Молоко плюс», в котором содержатся наркотики, пробуждающие в молодых людях желание совершать акты «ультранасилия». Покинув бар, шайка избивает бездомного старика, вступает в драку с соперничающей бандой, носится на скоростном автомобиле по окрестностям города, проникает в дом писателя Александра и насилует его жену. После этого герои возвращаются в бар, где Алекс ударяет тростью по ногам своего товарища за то, что тот мешает ему наслаждаться музыкой — Девятой симфонией Бетховена, от которой протагонист впадает в состояние, близкое к оргазмическому.
На следующий день приятели дают понять Алексу, что тот слишком много берёт на себя, однако юноша не разделяет этого мнения и ради утверждения своего лидерства избивает сообщников. Вскоре те предают Алекса: во время нападения банды на дом богатой "Кошатницы" они бросают парня на месте преступления. Он попадает в полицейский участок, где узнаёт, что избитая им хозяйка дома скончалась.
Алекс приговаривается к тюремному заключению. В местах лишения свободы герой знакомится с Библией и участвует в религиозных службах. Во время посещения тюрьмы министр внутренних дел выбирает Алекса в качестве подопытного для эксперимента по применению к заключённым коррекционной терапии — «техники Людовика». Чтобы досрочно выйти на свободу, Алекс соглашается на участие в эксперименте, в ходе которого его пристёгивают к креслу, закрепляют веки и вынуждают в течение долгих часов смотреть на киноэкран, на котором беспрестанно демонстрируют акты насилия в сопровождении музыки Бетховена, что возбуждает в герое протест и отвращение. После нескольких сеансов малейшие намёки на агрессию, секс и сопровождавшую сцены насилия музыку вызывают у Алекса приступы омерзения и тошноты. Результаты эксперимента демонстрируют собравшейся аудитории: главный герой с покорностью лижет ботинок ударившего его мужчины и отшатывается от обнажённой девушки.
Вернувшись домой, Алекс понимает, что его здесь не ждали, а комнату его сдали неизвестному мужчине, потому протагонист уходит. На улице парня узнаёт бездомный старик, которого Алекс и его компания избили и вместе с другими бездомными на него нападают, а после и бывшие приятели Дим и Джорджи, что за время его отсутствия пошли служить в полицию. Раненый и избитый Алекс пытается найти временное пристанище и случайно попадает в дом мистера Александра. Писатель, узнав его, подсыпает ему в вино снотворное. Алекс теряет сознание, а когда приходит в себя, оказывается запертым в комнате, где вынужден слушать Девятую симфонию Бетховена, которую для него включил на полную громкость мужчина, собравший этажом ниже политических единомышленников. Не выдерживая, Алекс выбрасывается из окна.
После попытки самоубийства Алекс в гипсе приходит в себя в больничной палате. СМИ обвиняют в произошедшей трагедии правительство. Алекса навещает министр Фредерик, который предлагает молодому человеку сделку, и Алекс соглашается сотрудничать с властями. В результате лечения последствия коррекционной терапии проходят, и к нему возвращаются прежние инстинкты.
В заключительной сцене юноша представляет, как прилюдно занимается сексом с девушкой. Толпа, одетая по эдвардианской моде, аплодирует паре. Фильм завершается фразой Алекса: «Я и впрямь излечился…».

## Над фильмом работали
Актёрский состав:
| Актёр              | Роль               |
| ------------------ | ------------------ |
| Малкольм Макдауэлл | Александр ДеЛардж  |
| Патрик Мэги        | мистер Александр   |
| Майкл Бейтс        | Барнс              |
| Уоррен Кларк       | Дим                |
| Джон Клайв         | актёр              |
| Адриенн Корри      | миссис Александр   |
| Карл Дюринг        | доктор Бродский    |
| Пол Фаррелл        | бродяга            |
| Клайв Фрэнсис      | Джо                |
| Майкл Гувер        | начальник тюрьмы   |
| Мириам Карлин      | «Кошатница»        |
| Джеймс Маркус      | Джорджи            |
| Обри Моррис        | Дельтоид           |
| Годфри Куигли      | тюремный священник |
| Шейла Рэйнор       | мать Алекса        |
| Мэдж Райан         | доктор Брэном      |
| Джон Савидент      | Долин              |

| Актёр              | Роль                     |
| ------------------ | ------------------------ |
| Энтони Шарп        | Алекс                    |
| Филип Стоун        | отец Алекса              |
| Полин Тейлор       | психиатр                 |
| Маргарет Тайзек    | Рубенстайн               |
| Стивен Беркофф     | полицейский              |
| Майкл Тарн         | Пит                      |
| Дэвид Прауз        | Джулиан                  |
| Джэн Адер          | служанка                 |
| Вивиан Чендлер     | психиатр                 |
| Джон Карни         | человек из Скотланд-Ярда |
| Ричард Коннот      | Биллибой                 |
| Кэрол Дринуотер    | сестра Фили              |
| Шерри Грюнвальд    | жертва изнасилования     |
| Джиллиан Хиллс     | Соньетта                 |
| Барбара Скотт      | Марти                    |
| Вирджиния Уэзерелл | актриса                  |
| Катя Уайет         | девушка из фантазии      |

Съёмочная группа:
- режиссёр и сценарист: Стэнли Кубрик
- оператор-постановщик: Джон Олкотт
- операторы: Эрни Дэй и Майк Моллой
- монтаж: Билл Батлер[англ.]
- звук: Джон Джордан, Брайан Блейми, Билл Роу и Эдди Хейбен
- ассистенты режиссёра: Дерек Крэкнелл и Дасти Саймондс
- художники-постановщики: Рассел Хэгг[англ.], Питер Шилдс, Джон Барри, Герман Маккинк, Лиз Мур, Корнелиус Маккинк и Кристиана Кубрик
- художники по костюмам: Милена Канонеро и Рон Бек
- грим: Джордж Партлтон, Фред Уильямсон, Барбара Дейли, Леонард оф Лондон и Ольга Анджелинетта
- аранжировки и музыкальная адаптация: Венди Карлос
- директор по кастингу: Джимми Лиггэт

## Создание фильма

### Предыстория и подбор актёров
| - Стэнли Кубрик - Терри Саузерн |

О существовании романа «Заводной апельсин» Стэнли Кубрик узнал благодаря коллеге-сценаристу Терри Саузерну. Произведение Энтони Бёрджесса произвело на Саузерна столь сильное впечатление, что он подарил книгу режиссёру. Однако Кубрик был занят съёмками фильма «Космическая одиссея 2001 года» и не стал углубляться в чтение, к тому же при поверхностном знакомстве его оттолкнул лингвистический эксперимент романа — сленг надсат. Режиссёр посчитал, что произведение Бёрджесса нельзя перенести на экран: зрители не поймут диалоги героев. В итоге Кубрик отложил книгу и забыл о ней на полтора года. Видя незаинтересованность коллеги, Саузерн самостоятельно выкупил права на произведение и на его основе написал сценарий. Однако цензор отказался даже знакомиться с работой, заявив, что в книге говорится о неповиновении молодёжи властям, что недопустимо показывать на экране.
Саузерн не стал продлевать права на книгу. Вместо Терри это сделали его адвокат Си Литвинофф и давний друг Макс Рааб. Литвинофф продюсировал мелкие пьесы и мечтал пробиться в большую киноиндустрию. «Заводной апельсин» он хотел снять с участием рок-группы The Rolling Stones в качестве пилотного проекта. Планировалось, что главную роль сыграет Мик Джаггер — большой ценитель романа. Написание сценария Литвинофф поручил Бёрджессу. Самого писателя выбранный исполнитель главной роли устраивал. По признанию Бёрджесса, создавая персонажа, он как раз и имел в виду человека с внешностью и темпераментом Джаггера. Учитывая неоднозначное содержание романа, предполагалось, что сниматься будет недорогая андеграундная лента, предназначенная исключительно для демонстрации в киноклубах. Группа, однако, не нашла в своём плотном графике времени для съёмок, и в итоге проект не был реализован.
Для самого Кубрика идея приобрела актуальность после провала с поиском средств для фильма о Наполеоне. Кубрик был одержим проектом и тщательно исследовал все аспекты военной и политической карьеры, а также личной жизни императора Франции. Режиссёр обсуждал идею с Джеком Николсоном, которого планировал пригласить на главную роль. Однако после кассового провала картины Сергея Бондарчука «Ватерлоо» инвесторы неохотно поддерживали творческое начинание Кубрика, что заставило его вспомнить о ранее забракованной идее. В конце 1969 года Кубрик позвонил Терри Саузерну и спросил: «Помнишь книгу Энтони Бёрджесса, которую ты мне показал?». Роман был прочитан Кубриком за один присест. На этот раз Стэнли увидел в произведении кинематографический потенциал.

Меня увлекли все составляющие «Заводного апельсина»: сюжет, идеи, персонажи и, конечно, язык. К тому же объём книжки вполне позволял перенести её на экран.Оригинальный текст (англ.)I was excited by everything about it, the plot, the ideas, the characters and, of course, the language. Added to which, the story was of manageable size in terms of adapting it for films.— Стэнли Кубрик
Кубрик выкупил у Литвиноффа и Рааба права на экранизацию за двести тысяч долларов. Сам Бёрджесс из этой суммы не получил ни цента, так как к тому времени уже не считался правообладателем романа. Учитывая первоначальную продажу прав Саузерну, писатель заработал на «Заводном апельсине» лишь 500 долларов.
Терри Саузерн предложил режиссёру ранее написанный им сценарий. Однако Кубрик отказался от предложения. Режиссёр был убеждён, что роман Бёрджесса идеально подходит для фильма и помощники для создания киноадаптации ему не нужны. Работа над сценарием была завершена 15 мая 1970 года. Это был первый случай, когда Кубрик стал единственным автором сценария своей картины. В поисках средств для съёмок режиссёр обратился в недавно созданную Фрэнсисом Фордом Копполой мини-студию American Zoetrope. Сотрудничество не сложилось. Тогда Кубрик обратился к старым партнёрам из Seven Arts, которые занимались финансированием фильма «Лолита». В конце шестидесятых компания слилась с Warner Brothers, представители которой в итоге и взялись за организацию съёмок «Заводного апельсина».
В книге главному герою Алексу было где-то пятнадцать-восемнадцать лет. Несмотря на это, Кубрик пригласил на роль двадцатисемилетнего Малкольма Макдауэлла, на которого режиссёр обратил внимание в фильме Линдсея Андерсона «Если....», где актёр сыграл школьника-бунтаря. «Если Малкольм занят, я, вероятно, не стану снимать фильм», — говорил Кубрик. Он был уверен, что более юный актёр не смог бы сыграть Алекса. На вечере, организованном политиком Гарольдом Вильсоном после парламентских выборов 1970 года, Стэнли обратил внимание на йогическую позу, в которой находилась Мириам Карлин. На следующий день актрисе позвонил агент Кубрика и заявил, что режиссёр приглашает её на роль "Кошатницы" в «Заводном апельсине». Актриса согласилась, но умолчала о своей боязни кошек. Ради роли она даже посещала гипнотизёра, чтобы избавиться от фобии.
Кубрик хотел обсудить роман с его автором. Однако дело ограничилось лишь телефонным разговором, который режиссёр охарактеризовал как «обмен любезностями». Тем не менее Кубрик не переживал по поводу несостоявшейся встречи. По признанию Стэнли, «в такой блестяще написанной книге только ленивый мог не найти ответы на любые вопросы».

### Съёмки
Съёмки начались в сентябре 1970 года. Специально для картины Кубрик пытался найти «футуристические» здания, для чего изучал британские архитектурные журналы. Единственными специально построенными для фильма интерьерами стали бар «Korova», регистратура в тюрьме, ванная комната и вестибюль дома писателя. Павильоны были сооружены на небольшой фабрике, арендованной съёмочной группой. Остальные объекты создатели картины нашли в окрестностях Лондона, в том числе и здание в Оксфордшире (дом писателя). По словам актёра Клайва Фрэнсиса, Кубрик долго искал по всему Лондону подходящую для съёмок «квартиру Алекса и его родителей». В результате он нашёл многоквартирный дом в Элстри и заплатил владельцам жилой площади арендную плату. Вместе с приглашённым дизайнером режиссёр сделал «футуристическую обстановку» помещения, потратив 5000 фунтов стерлингов. По завершении съёмок комнаты были возвращены в первоначальное состояние. Но Кубрику неожиданно захотелось переснять два крупных плана. Он вновь «выгнал» владельцев и снова принялся за переделку интерьера.
Кубрик выслушивал все предложения от актёров и съёмочной группы. Он всегда приносил роман Бёрджесса на площадку и спрашивал у участников ленты: «А как мы сделаем эту сцену?». Актёры могли повлиять и на выбор костюмов. Так, грим с ресницами помог придумать Малкольм Макдауэлл. Он купил в магазине накладную ресницу и подарил её Кубрику ради шутки. Одежда главных героев была вдохновлена крикетным снаряжением, которое находилось в машине Макдауэлла. Кубрик предложил надеть защитную ракушку поверх штанов.
Стиль работы Кубрика заключался в долгих репетициях. Режиссёр считал, что сцену нужно «прогонять» до тех пор, пока не произойдёт что-то стоящее. Единственное исключение Кубрик сделал для Дэвида Прауза (Джулиан). Сцена, где актёр поднимает тяжёлую инвалидную коляску с сидящим на ней Патриком Мэги (Мистер Александр), была снята за один дубль. По воспоминаниям Мириам Карлин, во время репетиций Кубрик всегда держал камеру включённой и невозможно было догадаться, какой именно из эпизодов он оставит в фильме. Стэнли разрешал подопечным импровизировать, но не терпел невыученных реплик. За подобную оплошность он легко мог уволить актёра.
Сцену вторжения в дом писателя актёры репетировали три дня. Пытаясь найти удачные кадры, Кубрик менял мебель и переставлял её местами. В итоге у режиссёра появилась неожиданная идея: он предложил Макдауэллу танцевать во время «изнасилования» и напевать какую-нибудь мелодию. Макдауэлл выбрал «Singin' in the Rain» — единственную песню, текст которой актёр хорошо знал. Увидев получившуюся сцену, Кубрик смеялся до слёз. Прямо во время обеденного перерыва Кубрик попросил своего помощника выкупить у авторов право на использование песни в фильме. Режиссёр музыкального кинофильма «Поющие под дождём» Стэнли Донен был не против этого. Джин Келли, исполнивший главную роль в мюзикле, затаил обиду на Кубрика и отказался общаться с ним на премьере картины.
Домашний любимец главного героя, питон Бейзил, появился в фильме, когда Макдауэлл в порыве откровенности рассказал режиссёру о своей фобии на рептилий. На следующее утро Кубрик принёс на съёмочную площадку змею, заставив актёра держать её в руках и лежать с ней в кровати.
По требованию Кубрика некоторые женские манекены в баре «Korova» были представлены в виде автоматов по продаже «Молока-плюс». В куклах находилось настоящее молоко. В жарком павильоне оно постоянно сворачивалось, из-за чего его необходимо было менять каждый час.
Перед созданием эпизода в доме «богатой птицы» Кубрик попросил Мириам Карлин прийти в студию на несколько дней раньше. Режиссёр хотел увидеть типичные занятия йогой в исполнении актрисы. Пока она находилась в одной из поз, в дверь постучали. Погружённая в занятие актриса рассердилась и сказала: «Вот дерьмо!» (англ. «Oh, shit!») Данная фраза и вошла в итоговую версию картины. По воспоминаниям Карлин, реплика вызывала смех зрителей в кинотеатрах.
Согласно сюжету, во время допроса Алексу плюёт в лицо воспитатель от полиции Дельтоид. Кубрик просил исполнителя его роли попасть прямо в нос Макдауэллу. У Обри Морриса не получалось этого сделать. Из-за большого количества дублей у актёра закончилась слюна. В итоге плевок совершил Стивен Беркофф (полицейский Том). По собственному признанию Макдауэлла, из-за унизительной сцены он был «немного взбешён».
Перед съёмкой эпизода «исправления» Кубрик показал Макдауэллу фотографию офтальмологической операции, во время которой у пациента были закреплены веки. Актёр наотрез отказался повторять «эксперимент». Тогда режиссёр привёл доктора из глазной клиники Мурфилдс. Врач должен был проводить обезболивание и капать в глаза специальный раствор. Он уверял, что «замки» не нанесут актёру вреда. Однако он не учёл, что закрепления использовались только на лежащих пациентах. У сидящего Макдауэлла замки постоянно соскальзывали с век и царапали роговицу глаза. Когда анестезия прошла, актёр от нестерпимой боли бился головой о стену. Однако Кубрик больше переживал не из-за страданий артиста, а из-за невозможности перейти к следующему дублю. После съёмок Макдауэлл жаловался Кирку Дугласу: «Уж этот сукин сын! Мне поцарапали роговицу левого глаза. Глаз разболелся, я ослеп. А Кубрик сказал: „Снимаем сцену. Вполне подойдёт и второй глаз“».
По словам Джона Клайва (человек на сцене), во время репетиции сцены «демонстрации результатов лечения», Стэнли Кубрик «сошёл с ума» и требовал от актёра, чтобы тот ударил Макдауэлла. Исполнитель главной роли сказал своему коллеге: «Не спорь с ним!» В итоге Клайв слишком сильно стиснул рёбра Макдауэллу и сломал одно из них.
Во время съёмок сцены, в которой Джорджи и Дим топят Алекса, Макдауэлл использовал аппарат для дыхания. Съёмки проводились зимой, поэтому вода была холодная. На создание сцены было использовано  более 20 дублей.
В фильме есть сцена попытки самоубийства Алекса, которая показана от первого лица. Для съёмки эпизода Кубрик купил старую камеру Newman-Sinclair. Режиссёр и его помощники сделали несколько защитных коробок из полистирола, положили туда камеру и выбросили её на мощёный двор. Только с шестой попытки камера упала, как это и требовалось — на объектив. Тот был разбит, но в целом механизм остался неповреждённым. Позже Кубрик назвал Newman-Sinclair «самой прочной камерой из когда-либо сделанных».
Съёмки картины завершились в марте 1971 года. Без учёта озвучивания они заняли шесть месяцев, причём выходных у съёмочной группы не было.

### Постпродакшн
Монтажом картины режиссёр занимался вместе с редактором Биллом Батлером, затрачивая на процесс не менее десяти часов в сутки. Работа проходила недалеко от Лондона, в поместье Кубрика, где режиссёр проживал с 1968 года.
В итоговую версию картины не вошли многие отснятые эпизоды. Так, в фильме была опущена описанная в романе сцена издевательства шайки над учёным-кристаллографом. Сыгравший его актёр Билли Рассел серьёзно заболел во время съёмок, и Кубрик решил отказаться от сюжетной линии с его участием. Режиссёром были вырезаны и другие моменты, прописанные в сценарии: подкуп бандой Алекса старух-посетительниц паба, угон автомобиля «Durango 95», неожиданная встреча «Папули» с двумя подругами сына. Нет эпизода, где заговорщики отвозят в больницу выпрыгнувшего из окна Алекса. В окончательной версии фильма отсутствует показанный в трейлере момент, как змея выползает из комнаты Алекса. По признанию Леона Витали, который долгое время был ассистентом Кубрика, восстановление вырезанного материала невозможно: он был уничтожен по просьбе самого режиссёра.
В ходе записи закадрового текста Кубрик предложил Макдауэллу играть в настольный теннис в качестве отдыха и расслабления. Режиссёр постоянно пытался обыграть молодого артиста, однако Макдауэлл всегда выходил из игр победителем. В итоге Малкольму не оплатили ту неделю озвучивания, во время которой он с Кубриком играл в теннис.
Плакат к фильму создал Филипп Касл после того, как Кубрик показал ему черновой вариант картины. Дизайнер набросал несколько вариантов, а затем предложил концепцию с заглавной буквой «A». За работу Касл получил 650 фунтов стерлингов.
Из-за относительно невысокого бюджета актёры получили умеренные гонорары. По словам актёра Майкла Тарна (исполнителя роли Пита), за съёмку в рекламе шоколада актёры могли заработать гораздо больше, чем за работу со Стэнли. Тем не менее артист назвал съёмки в «Заводном апельсине» «опытом всей жизни». Малкольм Макдауэлл попросил за свою работу 100 тысяч долларов и 2,5 % от кассовых сборов. В ответ на это Кубрик заявил молодому актёру, что Warner Brothers якобы отвергли второе условие. Позже стало известно, что режиссёр солгал.

## Главные герои

### Алекс
Александр ДеЛардж (согласно мелькающим в кадрах газетным статьям, другой вариант фамилии — Бёрджесс) — юный самовлюблённый садист, лидер преступной группировки. В своей речи использует сленг надсат, в котором слышны слова русского происхождения (сам язык в фильме — намёк на влияние социалистического Востока на культуру и политику западного общества). Судя по закадровому тексту, Алекс остроумен и лиричен. Герой обожает музыку Бетховена до такой степени, что при прослушивании впадает в экстаз и мастурбирует. Безразличие, с которым Алекс бросает в подкроватный ящик отобранные у его жертв ценные вещи, демонстрирует отсутствие корыстных мотивов в преступлениях героя. Он получает удовольствие от самого насилия, а не от «трофеев».
Алекс скептически относится к религиозным ценностям, однако его ни в коем случае нельзя назвать атеистом. В комнате Алекса есть деревянное распятие и «пляшущие» Иисусы с оголёнными гениталиями. Во время «лечения» герой использует термин «грех», называя так сочетание происходящих на экране мерзостей и музыки Бетховена.
Во второй части фильма насилие совершается уже по отношению к самому герою: его избивают старики и бывшие «други»-полицейские. Вернувшись домой, Алекс узнаёт о смерти питона Бейзила — по сути, своего единственного друга. Эпизод содержит аллюзию на христианскую мифологию, где змея — олицетворение искушения.
Алекс олицетворяет низменные стороны социума и человеческого сознания: преступность, цинизм. В одном из интервью Кубрик говорил, что в романе его привлекло харизматичное зло и сочетание в Алексе жестокости с прямотой, чувством юмора, энергией и интеллектом. По его мнению, Алекс обладает жизненной силой, смелостью и умом. Режиссёр называл героя «олицетворением зла», но при этом ему нравилась откровенность Алекса: он признаёт свои грехи, не пытаясь обмануть себя и зрителей. На вопрос французского кинокритика Мишеля Симана о том, привлекают ли режиссёра отрицательные персонажи, Кубрик ответил: «Конечно, нет, но они хороши для историй. Книги о нацистах читает больше людей, чем об ООН».
Стэнли Кубрик отмечал, что Алекс «по всем логическим и рациональным соображениям» должен вызывать у публики отвращение, однако часть аудитории на подсознательном уровне находила его привлекательным, тогда как другие зрители, осознавая самоидентификацию с Алексом, начинали злиться на фильм. Режиссёр сравнивал эту особенность с героем Шекспира — харизматичным злодеем Ричардом III. Кубрик признавал, что Алекс в фильме получился более приятным персонажем, чем в книге. Джеймс Нэрмор отмечал, что Алекс — единственный персонаж фильма, вызывающий симпатию. По мнению киноведа, Макдауэллу не хватило пластики, хотя в фильме нужно было танцевать и драться. Благодаря сложному монтажу, ускоренной съёмке и замедлениям проблему удалось быстро решить. Макдауэлл играет в комедийном ключе, иногда переигрывая, чересчур активно жестикулируя и гримасничая. Актёр часто использует приёмы фарса — например, в сцене, когда он падает лицом в тарелку со спагетти.
В списке ста величайших героев и злодеев по версии AFI Алекс ДеЛардж занял 10-е место среди 50 злодеев.

### Мистер Александр
Мистер Александр — писатель, альтер эго Энтони Бёрджесса. Создавая персонажа, автор «заставляет» его испытать те же мучения, что когда-то пришлось пережить ему самому. Во время Второй мировой войны беременную жену Бёрджесса избили солдаты-дезертиры. Для женщины несчастный случай стал глубоким психологическим ударом: у неё случился выкидыш, и она пыталась покончить с собой. Сам Бёрджесс после пережитого пристрастился к алкоголю.
Именно мистер Александр предлагает жене пустить в дом преступников, представляющихся «людьми, попавшими в аварию». Эта сцена подчёркивает, что жертвами становятся в первую очередь те, кто готов прийти на помощь другим.
Во второй части фильма герой показан как взвинченный и мрачный человек. Становится ясно, что мистер Александр находится в оппозиции к действующей власти. Скорее всего, он принадлежит к радикальной левой партии. Писатель предлагает своим единомышленникам использовать Алекса в политических целях, обвинив правительство в тоталитаризме и применении принудительной терапии. При этом мистер Александр показывает свои собственные тоталитарные наклонности, произнося крамольную фразу: «Простые люди станут за нас горой, они продадут свободу за спокойствие. Мы должны их подтолкнуть, направить». По словам Кубрика, этими словами мистер Александр фактически демонстрирует свои фашистские взгляды.
Узнав в Алексе бывшего насильника и убийцу, Александр испытывает шок, черты лица его искажаются. Его прохватывает дрожь, он ловит ртом воздух и закатывает глаза. В дальнейших сценах он срывается на крик, впадает в истерику. Игру Патрика Мэги в этом эпизоде Кевин Джексон назвал «величайшим преступлением против актёрского искусства». А по мнению критика Марио Фальсетто, переигрывание было сатирическим изображением «сумасшедшего левого». Александр Уокер также оправдывает игру актёра, объясняя её искалеченной психикой героя и острым желанием мести.
После смерти жены в доме писателя поселяется мускулистый молодой человек по имени Джулиан. Взаимоотношения между этим героем и писателем в фильме не раскрываются. По мнению Нэрмора, Джулиан — телохранитель мистера Александра. Однако многие критики увидели в сожительстве двух мужчин гомосексуальный подтекст. Сильный человек в обтягивающей майке и трусах является противовесом искалеченному писателю, его опорой и защитой, и его присутствие в доме означает угрозу для Алекса.
Мистер Александр пытается отомстить Алексу и вынудить его совершить самоубийство. Киновед Ромил Соболев отмечал, что писатель имел право на месть, но в сочетании с грязной политической игрой этот поступок сводит его на уровень животного.

## Художественные особенности
Жанровая оценка произведения неоднозначна. Нэрмор назвал «Заводной апельсин» «чёрной комедией». Такого же мнения во время съёмок придерживался и Макдауэлл. Критик Роджер Эберт охарактеризовал фильм как «фантастический». В похожем ключе рассуждал и советский киновед Ромил Соболев. Американский институт киноискусства определял жанр картины как «научно-фантастический фильм» и «остросюжетный фильм». По мнению кинокритика, обозревателя «The Telegraph» Тима Роби, картина отличается «утончённым смешением канонов массовой культуры с высоким искусством».

### Отличия от первоисточника
Хотя фильм снят близко к тексту первоисточника, его посыл отличается. Эпилог противоречит заключительной главе книги, где автор показывает главного героя остепенившимся и раздумывающим о браке и отцовстве. Кубрик не был в курсе такого поворота в судьбе Алекса, так как читал американский вариант романа: директор издательства «W. W. Norton & Company» посчитал заключительную часть лишней. О существовании другого финала Кубрик узнал только через четыре месяца после начала съёмок. Позже он признавался, что не включил бы данный эпизод в свою ленту, даже если бы знал о его существовании. По мнению режиссёра, такое окончание не вписывалось в общее настроение фильма.
В ленте опущены и смягчены многие сцены насилия: тюремные порядки здесь не такие суровые, изнасилование маленьких девочек показано как групповой секс половозрелых людей по взаимному согласию. Кроме того, отсутствует сцена убийства в тюрьме, которую режиссёр не посчитал необходимой для раскрытия сюжета. К тому же, Кубрик включил в картину эпизоды, придуманные им самим. Так, момент попадания Алекса в тюрьму в книге не описан. Стэнли специально добавил его в картину, чтобы подчеркнуть, что главный герой попал за решётку.
В отличие от первоисточника, в фильме «Заводной апельсин» сленг надсат звучит сравнительно редко. Понимая, что зрителей невозможно обучить новому языку за короткий промежуток времени, Кубрик оставил лишь самые яркие фразы («Horrorshow», «Devochka», «Viddy», «Soomka» и т. д.). Этого было достаточно, чтобы создать необычный эффект и при этом не сбить с толку людей, которые впервые смотрят фильм.
Между тем, Кубрик сохранил повествование от первого лица, как в романе, — за кадром слышен голос Алекса.

### Особенности съёмок
В фильме регулярно встречаются длительные сцены, снятые одной камерой. Так, в эпизодах попадания главного героя в тюрьму и его возвращения домой планы сменяются редко. Неоднократно показаны идущие по «лабиринту» персонажи. Подобный приём встречается во многих локациях: магазин пластинок, коридор квартиры, книжные стеллажи.
Многие сцены показаны глазами героев. Так, зрители вынуждены смотреть на изнасилование миссис Александр глазами её связанного мужа.
В сцене, где избитый Алекс подходит к дому писателя, применялась съёмка ручной камерой. По словам Кубрика, так он хотел показать субъективный взгляд главного героя на окружающий мир. Такую же технику автор использовал в эпизоде драки Алекса и «Кошатницы». По мнению Роджера Эберта, избирательное использование широкоугольного объектива приводило к неадекватному восприятию Алекса как положительного героя, а манера съёмки кадров с ним — слегка сверху, с акцентом освещения на глазах — придавала ему дополнительный зловещий шарм в глазах зрителя.
Всю ручную операторскую работу делал сам режиссёр, используя камеру «Arriflex». Он считал, что при такой съёмке даже самому талантливому оператору невозможно объяснить, чего ты от него добиваешься. Многие операторские находки автор использовал в своих следующих работах — «Барри Линдон» и «Сияние».

### Философские и моральные вопросы
Работа над сценарием и фильмом проходила в период, когда мировоззрение хиппи уходило на второй план, популярность набирало панк-движение, а в мире царила жестокость: война во Вьетнаме, преступления «Семьи» Мэнсона, расстрел в Кентском университете. Общество в фильме показано не менее кровожадным, чем сами преступники.
Кубрик был убеждён, что частью будущего станут наркотики, стимулирующие мышление и восприятие, и это таит в себе опасность разрушения общества. Эта мысль и побудила его взяться за экранизацию «Заводного апельсина», где в баре «Korova» предлагается напиток «Молоко-плюс» с добавлением «велосета, синтемеска и дренкома».
Центральный вопрос фильма: имеет ли право общество применять к преступникам коррекционную терапию? Автор романа Энтони Бёрджесс был родом из католической семьи, поэтому религиозные проблемы свободы воли интересовали его с детства. Бёрджесс был верующим человеком, считавшим, что все люди грешны — но каждый из них способен сделать выбор в пользу добродетели. Писатель считал, что Алекс заслуживал наказания, но лишение его сознательного выбора между добром и злом — грех. Кубрик верил в парламентскую демократию. Он считал, что государство имеет право использовать свою власть лишь в той степени, которая позволит сохранить цивилизованность. По его словам, история «Заводного апельсина» показывает, что произойдёт, если государство переусердствует в плане избавления от «нежелательных элементов».

Очевидно, фильм утверждает, что человечность исчезла в мире, мораль разрушена, людей ничто не интересует, кроме секса и насилия. И нет никакого выхода, никакой возможности исправить содеянное! «Заводной» человек Кубрика, каким бы ни был завод, — уже не человек.— Ромил Соболев
Фильм отражает кризис семейных отношений в постиндустриальном обществе. Родители Алекса безразличны к своему сыну и слабо представляют, что происходит в его жизни. «Мамуля» и «папуля» не пытаются исправить Алекса, спокойно воспринимают пропущенные школьные занятия. Пока Алекс отбывает наказание, его комнату отдают квартиранту, который позднее выгоняет вернувшегося из тюрьмы Алекса из собственного дома. Родители своим поведением не показывают желания заступиться за сына. Социолог Нил Смелзер обратил внимание на момент, который, по его мнению, ярко демонстрирует серьёзные изменения института семьи при капитализме: наличие оплаты на месяц вперёд оказалось важнее, чем предоставление крова нуждающемуся сыну.
Далеко не все исследователи соглашались с трактовками «Алекс — жертва» и «Жертвы хуже преступников». Роджер Эберт считал, что жестокость Алекса — не результат действий тоталитарного государства, общества, полиции или родителей. Таким героя сделал сам Кубрик, демонстрируя этим собственные подсознательные желания.

### Сатирическая сторона фильма
В фильме показана футуристическая модель общества, где на низшей ступени находятся малолетние преступники и их жертвы, а на высшей — «правые» и «левые». Общество будущего построено на инстинктах, насилии и принуждении. Автор статьи «Философия Кубрика: от Алекса до Барри Линдона и обратно» Ксения Перетрухина делает вывод, что в «Заводном апельсине» показана авторитарная бюрократическая система, основывающаяся на командовании и подчинении. Героями картины являются представители профессий, проявляющих, согласно учению Юнга, садомазохистские черты: политики, полицейские, тюремщики, священники, врачи. Полицейскими становятся бывшие друзья Алекса — хулиганы Джорджи и Дим. В своём новом статусе они мало чем отличаются от того, кем они были прежде.
В фильме показана сатира на социализм и фашизм, консерваторов и либералов. По словам Кубрика, разница между министром-консерватором и писателем-либералом — только в их политических догмах, тогда как цель одна и та же — контроль над членами общества. Оба готовы использовать методы грязной борьбы. Так, представитель оппозиции пытается довести Алекса до самоубийства и использовать его смерть как козырь в борьбе с правительством. Власть, в свою очередь, также использует юношу против своих оппонентов. При этом сама личность Алекса политиков не волнует. Показана жажда общества к зрелищам, используемая властями в своих целях, — результат «лечения» Алекса демонстрируется прямо на сцене, что больше похоже на шоу, чем на представление результатов научного эксперимента.
Картина характеризуется ироничным финалом: Алекс остаётся безнаказанным подонком и фактически становится агентом властей. Министр ублажает временно недееспособного юношу: кормит его с вилки, дарит стереосистему, на которой Алекс вновь может слушать любимого Бетховена. Ситуацию Алекс воспринимает с циничным глумлением: причмокивает, гротескно открывает рот, требуя, чтобы чиновник положил туда ещё один кусочек еды. Когда нужно, он картинно изображает счастливую улыбку и пожимает руку министру перед толпой журналистов и фотографов. Некоторые критики высказывали мнение, что Алекс с самого начала мог притворяться и имитировать результаты коррекционной терапии, чтобы подыграть власть имущим. По мнению кинокритика Артура Завгороднего, «с такой позиции смотреть фильм становится головокружительно занятно». Это предположение (что терапия была неэффективна) представлено, в частности, в статье британского киноведа и блогера Роба Эйджера «Ложь Людовико», входящей в цикл, посвящённый анализу фильма.
В сатирическом ключе фильм говорит и о религии. Показано, что Священное Писание — Библия — изобилует сценами жестокости. Так, читая Новый Завет, Алекс получает наслаждение, представляя себя римским центурионом, избивающим Иисуса. Тюремный священник в фильме — олицетворение института церкви, которая является одним из придатков государственной машины. Это символично показано при посещении тюрьмы министром: позади него находятся начальник тюрьмы, надзиратель и «свищ». Капеллан изображён гротескно и нелепо. Когда он читает проповедь, кажется, что он и сам одержим бесами, хотя фактически обвиняет в этом заключённых. Тем не менее именно священника Стэнли Кубрик назвал единственным «голосом морали» и «порядочным человеком» в фильме. Произнося фразу «Если человек не может сделать свой собственный нравственный выбор, он перестаёт быть человеком», персонаж заявляет о несогласии с политикой государства по реформированию преступников. Перед исполнявшим его роль актёром Годфри Куигли стояла сложная задача: найти баланс между сатирическим образом своего героя и его серьёзными философскими рассуждениями.
Картина Кубрика отличается специфическим юмором. Кевин Джексон отметил, что сцена, где «гомосексуал с шаловливыми ручками» Дельтоид отпивает воду из стакана с вставной челюстью, подошла бы разве что для «британских ситкомов семидесятых». По мнению Нэрмора, необычным юмором Кубрик хотел показать сюрреализм происходящего.

### Визуальная сторона фильма
Граница между искусством, китчем и порнографией в футуристическом мире Кубрика стёрта. Режиссёр считал, что в будущем эротика станет популярным видом искусства и люди будут покупать порнографические изображения наравне с картинами африканских диких животных.
Многие объекты съёмок (квартиры героев, тюрьма, медицинский центр, магазин пластинок и паб) выполнены в стиле модернизма. Интерьеры разработали декораторы Рассел Хэгг и Питер Шилдс. В книге нет точного описания интерьера бара «Korova», но, по словам Джона Бакстера, в фильме Кубрик представил его как «храм сексуального стимулирования потребителя». Вырезать настенные буквы помогала дочь Кубрика — Вивиан. В качестве барной мебели выступают манекены в виде обнажённых женщин с яркими париками. Инсталляция являлась пародией на мебель скульптора Аллена Джоунса, популярного в шестидесятые. Первоначально Кубрик планировал использовать в фильме скульптуры самого Джоунса, однако тот отказался от сделки. В итоге декорации разработал Джон Барри. Дизайнер сфотографировал обнажённую модель в нескольких позах и на основе фотографий изготовил предметы.
В квартирах героев встречается много картин и скульптур в стиле поп-арт. В доме Алекса и его родителей — яркие обои, эротические портреты. В доме "Кошатницы" — многочисленные порнографические произведения, включая «гигантский пенис» авторства нидерландского скульптора Германа Маккинка. Богемная «старая птица» называет его «ценным произведением искусства» и негодует, когда Алекс его трогает. Особым символизмом отличается сцена убийства "Кошатницы" этой же фаллической скульптурой. Жильё мистера Александра — единственный интерьер без поп-арта. В доме писателя висит картина в пасторальном стиле, написанная Кристианой Кубрик.
Костюмы разработала итальянский дизайнер Милена Канонеро. Облачение главных героев (рубашка и брюки белого цвета, котелок, защитные «песочницы», тяжёлые ботинки) похоже на одежду скинхедов шестидесятых. Взрослые герои одеваются ярко, порой странно для своего возраста, что является в фильме высмеиванием «культа молодости». На отце Алекса — модные в семидесятые годы галстук, рубашка и пиджак с лацканами. Мать носит мини-юбку, блестящие сапоги и «кислотный» парик (яркие парики носят многие женские персонажи фильма). О современной Кубрику одежде напоминают лишь строгие костюмы и смокинги. Классические пиджак и брюки являются в фильме символом подчинения Алекса властям и общественным законам: герой появляется в этой одежде во время ареста, в тюрьме и в сцене возмездия со стороны его бывших жертв.
Цветовая гамма в картине меняется. В первой части преобладают яркие цвета, символизирующие наслаждение Алекса «ультранасилием». Период пребывания главного героя в тюрьме показан в холодных тонах. Заключительная часть отсылает к началу картины, но с умеренной яркостью. В фильме часто применяется варифокальный объектив («зум») с постепенным переходом от мелкого плана к крупному. Режиссёр использует и другие технические приёмы, например ускоренную съёмку и замедленное движение. Режиссёр объяснил свой ход поиском кинематографического эквивалента литературного стиля Бёрджесса и высмеиванием пафосного использования замедленной съёмки. Ускоренная сцена секса Алекса с двумя девицами длится около сорока секунд, хотя без спецэффектов она продолжается 28 минут. Обратная ситуация с замедленной сценой нападения главного героя на своих сообщников: на деле она длится лишь 14 секунд.
В картине встречаются отсылки к другим произведением искусства. Прогулка заключённых по нарисованному кругу напоминает гравюру «Острог» Гюстава Доре. Эпизод, где Джулиан держит Алекса на руках, является аллюзией на «Пьету» Микеланджело.
Как и во многих других картинах Кубрика, в «Заводном апельсине» есть сцена в ванной, где Алекс вновь, как и ранее по сюжету, поёт песню «Singin' in the Rain», по которой его и узнаёт мистер Александр. Таким образом, по мнению Ксении Перетрухиной, ванна в фильме символизирует бессознательное — этот тезис подтверждается наличием «бессознательного двойника» Алекса, отражающегося в зеркале.

### Музыкальная составляющая «Заводного апельсина»
Музыкальную тему фильма определила любовь главного героя к музыке Бетховена. Для Кубрика произведения композитора также были увлечением всей жизни. Автор романа-первоисточника Энтони Бёрджесс был экспертом в классике и даже увлекался написанием симфонической музыки.
Кроме Бетховена, в книге Алекс любил и современных на тот момент композиторов — Бенджамина Бриттена и Арнольда Шёнберга. Кубрик же в саундтреке делает упор именно на Бетховене и синтетически обработанной классике, исполненной на синтезаторе. Композитор Уолтер Карлос создал электронные версии Девятой симфонии Бетховена, «Вильгельма Телля» Россини и «Музыки на смерть королевы Марии» Пёрселла. Музыка показывает вкус и артистичную натуру Алекса.
Девятая симфония – призыв к свободе. Кинокартина и изображает всё и вся захлестывающую стихию свободы. Но стихию какой свободы? Свободы насилия? Свободы надругательства над всеми и всем, в том числе и над Бетховеном?!
Исследователи отмечали, что необычная для своего времени музыка Бетховена с разрушительными ритмами и диссонирующей гармонией вызывала у слушателей разную реакцию. В произведениях искусства это было отражено ещё в XIX веке. Так, главный герой повести Льва Толстого «Крейцерова соната» Василий Позднышев убивает жену, которая восхищалась произведением композитора. Американский искусствовед Питер Дж. Рабиновиц вспоминал, как Бёрджесс тоже считал, что в определённом смысле немецкая классическая музыка несёт в себе зло. Фильм показывает, что классическая музыка не оказывает морально очищающего воздействия на людей, а наслаждаться искусством и разбираться в нём могут и циничные и жестокие люди. Сочетание отрицательного героя и его любви к прекрасным произведениям Ромил Соболев назвал «одним из острых аттракционов Кубрика».
В картине встречаются и немногочисленные примеры поп-музыки. В сцене возвращения главного героя в отчий дом звучит китчевая мелодия «I Want to Marry a Lighthouse Keeper» Эрики Айген, что показывает примитивный музыкальный вкус родителей Алекса и их квартиранта. Использование мотива «Singin' in the Rain» стало своеобразной насмешкой над старым голливудским кино и фактически превратилось в «метод Людовика» по отношению к зрителям: песня больше не воспринималась как старое доброе произведение искусства.
Стэнли Кубрик хотел использовать в фильме отрывки из сюиты Atom Heart Mother рок-группы Pink Floyd. Однако участник коллектива Роджер Уотерс отказался передать права на композицию, так как режиссёр требовал права изменять её так, как ему вздумается. Позже Кубрик в отместку запретил музыканту использовать звуки из фильма «Космическая одиссея 2001 года» в своих произведениях.
| №  | Название                                                                                              | Автор(ы)                             | Исполнитель                                                 | Длительность |
| -- | --- | ------------------------------------ | ----------------------------------------------------------- | ------------ |
| 1. | «Title Music from a Clockwork Orange» (На основе музыки для похорон королевы Марии II Генри Пёрселла) | Уолтер Карлос, Рэйчел Элкинд         | Уолтер Карлос                                               | 2:21         |
| 2. | «Фрагмент из оперы Сорока-воровка»                                                                    | Джоаккино Россини                    | Студия Deutsche Grammophon                                  | 5:57         |
| 3. | «Theme from a Clockwork Orange (Beethoviana)»                                                         | Уолтер Карлос, Рэйчел Элкинд         | Уолтер Карлос                                               | 1:44         |
| 4. | «Симфония № 9, вторая часть (в сокращении)»                                                           | Людвиг ван Бетховен                  | Студия Grammophon Recording под руководством Ференца Фричая | 3:48         |
| 5. | «March from a Clockwork Orange (Симфония № 9, четвёртая часть, в сокращении)»                         | Бетховен, аранжировка: Уолтер Карлос | Уолтер Карлос (Articulations: Rachel Elkind)                | 7:00         |
| 6. | «увертюра из оперы Вильгельм Телль (в сокращении)»                                                    | Джоаккино Россини                    | Уолтер Карлос                                               | 1:17         |

| №   | Название | Автор(ы)                                        | Исполнитель                                                                                     | Длительность |
| --- | --- | ----------------------------------------------- | ----------------------------------------------------------------------------------------------- | ------------ |
| 7.  | «Pomp and Circumstance March No. 1» | Сэр Эдуард Элгар                                | (не определён)                                                                                  | 4:28         |
| 8.  | «Pomp and Circumstance March No. IV (в сокращении)»                                                                                        | Сэр Эдуард Элгар                                | (не определён)                                                                                  | 1:33         |
| 9.  | «Timesteps (отрывок)» | Уолтер Карлос                                   | Уолтер Карлос                                                                                   | 4:13         |
| 10. | «Overture to the Sun» (перезапись инструментальной версии с альбома Sound of Sunforest года 1969)                                          | Терри Такер                                     | Sunforest                                                                                       | 1:40         |
| 11. | «I Want to Marry a Lighthouse Keeper» (перезапись инструментальной версии с альбома Sound of Sunforest года 1969; отличается от оригинала) | Эрика Эйген                                     | Sunforest                                                                                       | 1:00         |
| 12. | «Увертюра из оперы Вильгельм Телль (в сокращении)»                                                                                         | Джоаккино Россини                               | Студия Deutsche Grammophon                                                                      | 2:58         |
| 13. | «Suicide Scherzo (Симфония № 9, вторая часть, в сокращении)»                                                                               | Людвиг ван Бетховен, аранжировка: Уолтер Карлос | Уолтер Карлос                                                                                   | 3:07         |
| 14. | «Симфония № 9, четвёртая часть (в сокращении)»                                                                                             | Людвиг ван Бетховен                             | Студия Deutsche Grammophon под руководством Герберта фон Караяна, 1963 год (в титрах не указан) | 1:34         |
| 15. | «Singin' in the Rain» | Артур Фрид, Накио Херб Браун                    | Джин Келли                                                                                      | 2:36         |

## Выход на экраны

### Резонанс в обществе и СМИ. Снятие фильма с проката
Премьера картины состоялась 19 декабря 1971 года в кинотеатре «Синема I» в Нью-Йорке. После выхода фильма на экраны британские газеты наперебой писали о негативном влиянии фильма на молодёжь, упоминая о юных преступниках, подражающих своему кумиру Алексу. В газете «The Times» от 4 июля 1973 года была опубликована статья о шестнадцатилетнем юноше, избившем старика до смерти. Авторами отмечалась взаимосвязь события с фильмом «Заводной апельсин». Через 20 дней эта же газета рассказала о подростке, который облачился в костюм героев фильма и напал на своего ровесника. Также журналисты приводили в пример нападение на монахиню в штате Нью-Йорк. Позже оказалось, что преступники не видели фильма. Подобные статьи публиковались вплоть до 1990 года: в выпуске от 24 августа The Times рассказала историю о молодом человеке, который под влиянием фильма задушил своего друга.
Консервативные силы протестовали против демонстрации фильма в кинотеатрах. В США картина получила «клеймо» — невыгодную категорию «X» (только для взрослых). Из-за переполненности ленты сценами секса и насилия сотрудники многих американских газет (в том числе The Detroit News) отказались размещать на своих полосах рекламу «Заводного апельсина». Кубрик поставил перед собой цель получить для фильма более мягкую категорию «R» (детям до 17 лет только в сопровождении взрослых). Продолжительность вырезанных сцен составляла около тридцати секунд (это были сексуальные сцены — в США цензоры относились к ним строже, чем к сценам насилия).
В 1973 году фильм был запрещён в Ирландии. Решение было отменено в 1999 году. В Сингапуре запрет на прокат картины продолжался более тридцати лет и был снят только в 2011 году.
Вскоре после премьеры Кубрику начали приходить анонимные письма с угрозами. Режиссёр переживал за безопасность семьи, боялся отпускать детей в школу. В 1973 году режиссёр дал указание Warner Brothers изъять фильм из британского проката. О своём решении Кубрик публично не объявлял. Он запрещал демонстрировать фильм даже на ретроспективах. В 1992 году запрет был нарушен лондонским кинотеатром Rock, за что тот был наказан правообладателем. Британские поклонники Кубрика могли посмотреть «Заводной апельсин» только на VHS-кассетах и DVD, приобретённых на чёрном рынке или нелегально привезённых из других стран. Возвращение картины на британские экраны состоялось лишь в 2000 году. Журналисты отмечают, что после официального разрешения фильм всё равно нечасто демонстрируется на кабельном телевидении — реже большинства других произведений Кубрика.
Американский еженедельный журнал Entertainment Weekly назвал «Заводной апельсин» вторым самым скандальным фильмом в истории кино после «Страстей Христовых» Мела Гибсона.

### Коммерческий успех
Несмотря на скандалы и запреты, «Заводной апельсин» стал самым прибыльным на тот момент проектом студии Warner. Сотрудничество с Кубриком было продолжено. Режиссёр получил возможность реализовать серьёзные творческие замыслы. В американском прокате картина заработала 41 миллион долларов при бюджете в 1,3 миллиона долларов. Во Франции «Заводной апельсин» стал самым кассовым фильмом 1972 года: его посмотрели более 7 миллионов человек. Во время повторного выхода на британские экраны в 2000 году картина собрала в прокате почти миллион долларов.

### Домашние издания
Фильм был издан 1 марта 2005 года в регионе 1 компанией Warner Home Video в виде комплекта из трёх DVD с фильмами Кубрика «Сияние» и «Космическая одиссея 2001 года». 13 ноября 2012 эти же фильмы вышли в формате Blu-ray Triple Feature, доступном в регионах A и B.
Отдельно «Заводной апельсин» был издан на двухслойном Blu-ray 23 октября 2007 года во всех трёх регионах: A, B и C; обозреватель Бен Уильямс поставил данному диску оценку 4 из 5. Также 31 мая 2011 года в формате DigiBook вышло blu-ray-издание, посвящённое сорокалетнему юбилею фильма; обозреватель Кеннет Браун поставил данному изданию оценку 4/5. Кроме того, 16 октября 2012 года в регионе A состоялся релиз «Специального издания» фильма на диске blu-ray.
Наконец, 4 ноября 2014 года в регионе A вышло десятидисковое издание «Stanley Kubrick: The Masterpiece Collection Blu-ray», в которое вошли 8 фильмов режиссёра.

## Критика
Критики называли фильм «символом молодёжного уличного насилия». Журналист «The Times» Тони Парсонс писал: «Случаи насилия, убийств и избиений, приписываемые влиянию этого фильма, слишком многочисленны, чтобы считать это обычными для бульварных газет преувеличениями. Бродяг убивают, девушек насилуют, разыгрываются драки — и всё это под кубриковскую симфонию насилия, звучащую в головах преступников». По мнению Фреда Хехингера из «The New York Times», любой либерал должен ненавидеть «Заводной апельсин» и распознавать в фильме «голос фашизма». Полин Кейл жаловалась, что «зритель может испытать унижение и желание уйти». Эндрю Саррис («The Village Voice») назвал фильм «скучным и претенциозным», Дэвид Денби («The Atlantic») охарактеризовал картину как «декадентскую и нигилистическую». По мнению Роджера Эберта, фильм «лишь маскируется под пророчество в стиле Оруэлла», а сам режиссёр только делает вид, что выступает против тоталитаризма и принудительного контроля над разумом. Критик считал, что Кубрик показал не мир будущего, а «модный декор» и бессмысленную жестокость, и наиболее опасен посыл о том, что когда общество преступно, такими же могут становиться и его члены.
Отзывы зрителей были диаметрально противоположны. В прессе возникла дискуссия о статусе фильма: искусство или порнография, качественная сатира или аморальная халтура. Сам Кубрик назвал картину «фильмом-сновидением», чем дал понять, что её нельзя судить с точки зрения морали. Насилие, продемонстрированное в фильме, режиссёр не считал чем-то из ряда вон выходящим. Он отмечал, что «в искусстве всегда было насилие», приводя в пример Библию и произведения Гомера и Шекспира. Во время съёмок Макдауэлл был уверен, что создатели делают чёрную комедию, и не ожидал полярных мнений общества о фильме.
Однако встречались и положительные отзывы. Критик «The New York Times» Винсент Кэнби назвал фильм «блестящей и опасной работой». Критик журнала «Time» Роберт Хьюс отметил, что «Заводной апельсин» — единственный фильм за «последнее десятилетие», который содержит множество пророчеств о будущей роли искусства. В отзыве Daily News фильм назван «продуктом блестящего и оригинального ума». New York Film Critics Circle не только назвал «Заводной апельсин» лучшим фильмом года, но и наградил Кубрика премией «Лучший режиссёр».
Советские критики видели в картине отражение упадка «буржуазного общества» и «общества потребления» на Западе. Несмотря на внимание к фильму в советских периодических изданиях, «Заводной апельсин» никогда не демонстрировался в кинопрокате СССР. Однако некоторые советские киноведы имели доступ к творению Кубрика. Корреспондент «Радио „Свобода“» Владимир Абаринов вспоминал, как, будучи студентом ВГИКа, он смотрел картину «Заводной апельсин» во время «культпохода» в Госфильмофонд.
По прошествии времени восприятие картины Кубрика, как и фильмов в целом, изменилось. Это отмечал, в частности, в 2011 году исполнитель главной роли Малкольм Макдауэлл, наблюдавший за реакцией зрителей: раньше, по его словам, они смотрели фильм в тишине, сейчас же смеются и воспринимают картину (собственно, как и он сам) как чёрную комедию. К настоящему моменту на сайте-агрегаторе «Rotten Tomatoes» фильм набрал 90 % положительных отзывов. В 2019 году обозреватель независимого журнала «Dog and Wolf» Алекса Далби отметила: «Хотя фильму уже почти 50 лет, он по-прежнему великолепен». По мнению литературоведа Евгения Жаринова, фильм Кубрика получился гораздо интереснее и красочнее романа Бёрджесса с «неинтересным и занудным сюжетом». Ещё один современный критик Артур Завгородний назвал картину ключевой в карьере Кубрика.

### Отношение Бёрджесса
Отношение Бёрджесса к фильму было неоднозначным. Автор называл свой роман «средненьким» и «поверхностной антиутопией», написанной им второпях из-за желания, узнав о неутешительном диагнозе, оставить семье заработанную сумму. Писатель негодовал, что из огромного количества созданных им произведений самым известным (причём во многом благодаря киноверсии Кубрика) стал именно «Заводной апельсин».
Бёрджесс узнал о готовящейся экранизации в начале 1970 года, когда выезжал в Австралию и США для участия в университетских мероприятиях. Писатель с интересом относился к творчеству режиссёра: ему нравились фильмы «Тропы славы» и «Доктор Стрейнджлав, или Как я перестал бояться и полюбил бомбу». Кубрик направлял Бёрджессу телеграммы, хотел встретиться и поговорить о сценарии. В итоге полноценной встречи так и не произошло.
Первое впечатление Бёрджесса от фильма было неприятным. Жена и литературный агент писателя хотели покинуть кинозал после первых десяти минут просмотра, но Бёрджесс решил, что это будет выглядеть неэтично. Поняв, что в фильме отсутствует книжная концовка, писатель начал переживать, что зрители неправильно поймут посыл романа, а фильм воспримут как «гимн насилию».
Бёрджесс жаловался, что многие зрители считали его «вторичным создателем», «помощником Кубрика» и обвиняли в преступлениях, спровоцированных фильмом. В многочисленных статьях и рецензиях автор вынужден был защищать творение Кубрика и разъяснять аудитории первоначальный смысл, заложенный им в романе. Бёрджесс давал читателю понять, что обвинение произведений искусства в пропаганде насилия бессмысленно, так как они являются отражением жизни. Писатель (как и Кубрик) приводил в пример Библию, произведения Шекспира. Бёрджессу не нравилось, что Кубрик сделал упор на импровизацию, чем пустил сценарий на самотёк. В 1987 году он выразил мнение, что «сильная визуальность» помешала режиссёру правильно передать текст. Вместе с тем автор романа отмечал правильный подбор музыкального сопровождения.
Позже Бёрджесс высмеял детище Кубрика в написанном им сценарии к музыкальной театральной постановке «Заводного апельсина»: в конце спектакля на сцену выходил похожий на Кубрика персонаж, держащий в руках трубу. Он играл на инструменте мелодию песни «Singin' in the Rain» до тех пор, пока его не «прогоняли».
В 2019 году в архиве Энтони Бёрджесса была найдена рукопись под названием «Состояние заводного механизма». В тексте автор затронул вопросы неоднозначного восприятия экранизации романа «Заводной апельсин».

## Награды и номинации
Фильм был номинирован на премию «Оскар» в четырёх категориях. Многие деятели искусств (в том числе и Барбра Стрейзанд) отказались участвовать в церемонии, чтобы ненароком не оказать честь картине с сомнительной репутацией. Фильм не получил ни одной статуэтки. Однако Уильям Фридкин — режиссёр фильма «Французский связной», признанного киноакадемией лучшим фильмом года, заявил журналистам: «По моему мнению, лучший американский кинорежиссёр года — Стэнли Кубрик. И не только этого года, но целой эпохи».
| Награды и номинации                     | Награды и номинации                      | Награды и номинации                   | Награды и номинации | Награды и номинации |
| Награда                                 | Категория                                | Номинант                              | Результат           |                     |
| --------------------------------------- | ---------------------------------------- | ------------------------------------- | ------------------- | ------------------- |
| Оскар                                   | Лучший фильм                             | Стэнли Кубрик                         | Номинация           |                     |
| Оскар                                   | Лучший режиссёр                          | Стэнли Кубрик                         | Номинация           |                     |
| Оскар                                   | Лучший адаптированный сценарий           | Стэнли Кубрик                         | Номинация           |                     |
| Оскар                                   | Лучший монтаж                            | Билл Батлер                           | Номинация           |                     |
| Золотой глобус                          | Лучший драматический фильм               |                                       | Номинация           |                     |
| Золотой глобус                          | Лучший режиссёр                          | Стэнли Кубрик                         | Номинация           |                     |
| Золотой глобус                          | Лучший актёр в драматическом фильме      | Малкольм Макдауэлл                    | Номинация           |                     |
| Британская академия                     | Лучший фильм                             |                                       | Номинация           |                     |
| Британская академия                     | Лучшая режиссёрская работа               | Стэнли Кубрик                         | Номинация           |                     |
| Британская академия                     | Лучший сценарий                          | Стэнли Кубрик                         | Номинация           |                     |
| Британская академия                     | Лучшая операторская работа               | Джон Олкотт                           | Номинация           |                     |
| Британская академия                     | Лучшая работа художника-постановщика     | Джон Барри                            | Номинация           |                     |
| Британская академия                     | Лучший монтаж                            | Билл Батлер                           | Номинация           |                     |
| Британская академия                     | Лучший звук                              | Брайан Блэйми, Джон Джордан, Билл Роу | Номинация           |                     |
| Премия Гильдии режиссёров Америки       | Лучший режиссёр полнометражного фильма   | Стэнли Кубрик                         | Номинация           |                     |
| Хьюго                                   | Лучшая постановка                        | Стэнли Кубрик                         | Победа              |                     |
| The New York Film Critics Circle Awards | Лучший фильм                             |                                       | Победа              |                     |
| The New York Film Critics Circle Awards | Лучший режиссёр                          | Стэнли Кубрик                         | Победа              |                     |
| Венецианский кинофестиваль              | Награда Пасинетти                        |                                       | Победа              |                     |
| Серебряная лента                        | Лучший иностранный режиссёр              | Стэнли Кубрик                         | Победа              |                     |
| Премия Гильдии сценаристов США          | Лучший адаптированный сценарий для драмы | Стэнли Кубрик                         | Номинация           |                     |

## Культовый статус и влияние фильма
По оценке исследователей, «Заводной апельсин» входит в число культовых фильмов. По словам философа и культуролога Александра Павлова, фильм сделался культовым среди панков, что выражалось, в частности, в копировании фанатами картины стиля одежды банды Алекса. Кроме того, «Заводной апельсин» прочно вошёл в репертуар ночных кинопоказов. На статус картины повлиял и отказ режиссёра от проката в Великобритании, в результате чего «Заводной апельсин» стал частью неофициальной культуры. Копии фильма передавались из рук в руки, а обладание VHS-кассетой воспринималось как признак элитарности.
Американский киновед и специалист по гендерным исследованиям Дженет Стайгер отметила важную роль картины в гей-сообществе. Она обращала внимание, что главный герой выглядит андрогинно из-за ресниц, трости и узких брюк. По словам Бакстера, причиной культового статуса фильма среди геев является и то, что фильм наполнен гомоэротизмом. Так, Алекс разгуливает по коридору своей квартиры с приспущенными трусами, в одной из сцен демонстрируется ректальный осмотр. Кроме того, герой спокойно воспринимает приставания и объятия своего воспитателя от полиции Дельтоида и обращает внимание на сексуальные намёки двух сокамерников во время проповеди. Внешность и поведение героя Бакстер назвал «сутью гейской иконографии».
Фильм «Заводной апельсин» оказал влияние на творчество многих музыкантов. Названия групп «Moloko», «Heaven 17» и «Molodoï» взяты из романа и фильма. Бразильская группа «Sepultura» и немецкий коллектив «Die Toten Hosen» записали альбомы, посвящённые «Заводному апельсину»; название произведения и язык надсат упоминаются в композициях французской группы «Bérurier Noir». Картина повлияла и на моду. Дизайнеры Жан-Поль Готье и Александр Маккуин не раз обращались к образу Алекса в своих коллекциях. Творчество Дэвида Боуи и других звёзд глэм-рока содержало множество визуальных отсылок к фильму. Австралийская певица Кайли Миноуг во время турне 2002 года выступала в атрибутике Алекса: белый костюм, шляпа-котелок и накладные ресницы. Также на сцене в одежде героев появлялись Мадонна и Леди Гага. По мнению Эндрю Бисуэлла, биографа Энтони Бёрджесса, подобные явления доказывают желание многих людей подражать стилистике фильма.
Аллюзии к фильму «Заводной апельсин» часто встречаются в других произведениях искусства, например в фильмах «На игле», «Бешеные псы», «Гуд бай, Ленин!», мультсериалах «Симпсоны» и «Южный Парк». Есть и пример самоотсылки: в образе Алекса Малкольм Макдауэлл снялся в шуточной рекламе молочной ассоциации. Скетч был показан в рамках шоу «Saturday Night Live».
Фильм «Заводной банан» (Banana Mecânica) – бразильская лента, относящаяся к жанру порношаншад, в которой прослеживаются отсылки к «Заводному апельсину», запрещенному в стране. В фильме большое внимание уделено жестокости, а также присутствует сюжетная линия, связанная с психиатрическим лечением.
«Заводной апельсин» неоднократно появлялся в списке ста лучших американских фильмов по версии Американского института киноискусства. В рейтинге от 1998 года картина заняла 46-е место, а в 2007 году — 70-е место. В 2008 году фильм получил четвёртое место в рейтинге лучших научно-фантастических фильмов и 21-ю строчку в списке лучших триллеров. Кроме того, Алекс занял 10-е место в списке лучших злодеев по версии AFI. Журнал «Empire» в 2018 году поставил «Заводной апельсин» на 76-е место в списке ста лучших фильмов. В 2020 году «Заводной апельсин» был включён в Национальный реестр фильмов США.